# Jahri Evans
Pour les articles homonymes, voir Evans.
(en) Statistiques sur pro-football-reference
Jahri Evans, né le 22 août 1983 à Philadelphie, est un joueur américain de football américain ayant évolué au poste d'offensive guard. Il a joué 12 saisons dans la National Football League (NFL) pour les Saints de La Nouvelle-Orléans (2006 à 2016), avec lesquels il remporte le Super Bowl XLIV, et les Packers de Green Bay (2017).
Bien qu'étant issu d'une petite université et ayant été sélectionné au quatrième tour durant la draft 2006 de la NFL, il s'établit comme un des meilleurs joueurs à sa position de la ligue, avec notamment six sélections au Pro Bowl.